# 73 г. пр.н.е.
73 (седемдесет и трета) година преди новата ера (пр.н.е.) е година от доюлианския (Помпилийски) римски календар.

## Събития

### В Римската република
- Консули на Римската република са Марк Теренций Варон Лукул и Гай Касий Лонгин.
- Трета Митридатова война:
  - Лукул пристига в провинция Азия, но Митридат VI нанася първи удар като нахлува във Витиния побеждава римския флот и обсажда римска войска в Кизик. Лукул се отправя на север, за да помогне на обсадените и побеждава изпратените да го спрат понтийски войски при реките Риндак и Граник. Митридат вдига обсадата и се оттегля на изток.[1]
- Серторианската война:
  - Гней Помпей превзема редица градове и територии лоялни на Квинт Серторий.
- Начало на въстанието предвождано от Спартак:
  - Група от около 70 гладиатори от гладиаторско училище в Капуа се вдига на бунт под предводителството на Спартак. Скоро към тях се присъединяват множество други роби, които формират сила заплашваща цялата област Кампания.
  - Поради заетостта на голяма част от римската армия с войните срещу Митридат и Серторий, от Рим е изпратена на бързо събрана войска от 3000 новобранци под началството на претор Гай Клавдий Глабер, но той е победен от Спартак и робите.[2]
  - Спартак побеждава втора войска предвождана от Публий Вариний.[2]

## Родени
- Ирод Велики, цар на Юдея (умрял 4 г. пр.н.е.)

## Починали
- Гай Аврелий Кота (консул 75 пр.н.е.), римски политик (роден ок. 124 г. пр.н.е.)